# Рыков, Анатолий Владимирович
Анато́лий Влади́мирович Ры́ков (род. 26 августа 1978, Ленинград, СССР) — российский искусствовед. Кандидат искусствоведения, доктор философских наук, профессор кафедры истории западноевропейского искусства института истории СПбГУ.

## Биография
Родился в 1978 году в Санкт-Петербурге.
В 2000 году с отличием окончил исторический факультет Санкт-Петербургского государственного университета, а в 2003 году аспирантуру СПбГУ по кафедре истории искусства и под научным руководством доктора искусствоведения, профессора Н. Н. Калитиной защитил диссертацию на соискание учёной степени кандидата искусствоведения по теме «Дэвид Хокни и проблемы современной английской фигуративной живописи» (специальность 17.00.09 — теория и история искусства); официальные оппоненты — доктор философских наук, профессор В. В. Прозерский и кандидат искусствоведения, доцент Т. Ф. Верижникова; ведущее учреждение — Государственный Эрмитаж.
В 2008 году на факультете философии и политологии СПбГУ защитил диссертацию на соискание учёной степени доктора философских наук по теме «Художественно-теоретический консерватизм в контексте американской теории современного искусства 1960–1990-х гг.» (специальность 17.00.09 — теория и история искусства); научный консультант — Е. Г. Соколов; официальные оппоненты — доктор искусствоведения С. С. Ванеян, доктор философских наук, профессор А. А. Грекалов и доктор философских наук, профессор В. М. Дианова; ведущая организация — Научно-исследовательский институт теории и истории изобразительных искусств Российской академии художеств.
С 2003 года является преподавателем, а с 2012 и по настоящее время профессором кафедры истории западноевропейского искусства Института истории Санкт-Петербургского государственного университета. Читает курсы лекций «Зарубежное искусство XX века», «Основы теории искусства», «Западноевропейское искусство XVIII века», «Зарубежная архитектура XX века», «Актуальные проблемы современного искусства и культуры». Куратор международной конференции "Актуальные проблемы теории и истории искусства".

## Награды и премии
В 2007 году стал лауреатом премии «Вторая навигация» Санкт-Петербургского философского общества в номинации «За философский анализ процессов современности» за книгу «Постмодернизм как «радикальный консерватизм». Проблема художественно-теоретического консерватизма и американская теория современного искусства 1960–1990-х гг.» (СПб., Алетейя, 2007).

## Научные труды

### Монографии
- Рыков А. В. Зарубежное искусство XX века. СПб., 2005. 28 с.
- Рыков А. В. Постмодернизм как «радикальный консерватизм». Проблема художественно-теоретического консерватизма и американская теория современного искусства 1960–1990-х гг. СПб.: Алетейя, 2007. 376 с.
- Рыков А. В. Основы теории искусства. СПб., 2007. 116 c.
- Рыков А. В. Западное искусство XX века. СПб., 2008.
- Рыков А. В. Формализм. Социология искусства. СПб.: Издательство Санкт-Петербургского университета, 2016. ISBN 978-5-288-05663-5
- Рыков А. В. Истоки авангарда. Западноевропейское искусство XVIII-XIX вв. СПб.: Издательство Санкт-Петербургского университета, 2016. ISBN 978-5-288-05664-2
- Рыков А. В. Политика авангарда. М.: Новое литературное обозрение, 2019

### Статьи
на русском языке
- Рыков А. В. Тема эволюции в графическом альбоме Одилона Редона «Истоки» // Метафизические исследования-XIII. СПб., 2000. С. 232—250.
- Рыков А. В. Творчество Дэвида Хокни: проблемы интерпретации // Вестник Санкт-Петербургского государственного университета. Сер. 2, 2002, вып. 3. (№ 18) С. 18-23.
- Рыков А. В. «Калифорнийский стиль» Дэвида Хокни // Пунинские чтения-2001. СПб., 2002. С. 199—207.
- Рыков А. В. Проблема поп-арта в западном искусствоведении и теории искусства 1960-х годов // Вестник Санкт-Петербургского государственного университета. Сер. 2. 2003. Вып. 2. С. 12-18.
- Рыков А. В. Жорж Батай и современное искусствознание: концепции Ива-Алена Буа и Розалинд Краусс // Вестник Санкт-Петербургского государственного университета. Сер. 2. 2004. Вып. 1-2. С. 102—106.
- Рыков А. В. «Проблема телесности» в современном западном искусствознании (П. Фуллер, Д. Каспит, Р. Краусс, И.-А. Буа) Архивная копия от 1 июля 2015 на Wayback Machine // Мавродинские чтения.-2004. СПб., 2004. С. 207—209.
- Рыков А. В. Творчество Дэвида Хокни 1970-х годов и «неоконсервативный постмодернизм» // Университетский историк: Альманах. Вып. 3. СПб., 2005. С. 258—277.
- Рыков А. В. Современное искусство и эстетика неоконсерватизма. Лондонская школа (недоступная ссылка) // Вестник Санкт-Петербургского государственного университета. Сер. 2., 2005, вып. 2. С. 80-87.
- Рыков А. В. Проблема времени в изобразительном искусстве // Вестник Санкт-Петербургского государственного университета. Сер. 2. Вып. 3. 2006. С. 168—179.
- Рыков А. В. От кубизма к неоэкспрессионизму. Теоретические проблемы фигуративного искусства XX века // HOMO ESPERANS 2/2006. СПб.;Тбилиси; Батуми, 2006. C. 82-89.
- Рыков А. В. Вечное возвращение «Другого». Проблема времени в классическом и современном искусстве // Искусствознание 2/06. С. 539—550.
- Рыков А. В. Инвестиции в мечту. Американская мифология Дэвида Хокни и искусство США 1960-х годов // Искусствознание 2/06. М., 2006. С. 402—417.
- Рыков А. В. Бракосочетание стилей. Творчество Дэвида Хокни 1962—1963 гг. и проблемы раннего постмодернизма // Университетский историк: Альманах. Вып. 4. СПб., 2007
- Рыков А. В. Проблема времени в теории минимализма // Искусствознание 2/06. М., 2006. С. 550—559.
- Рыков А. В. Что такое современная скульптура? (Размышления о книге Розалинд Краусс «Пути современной скульптуры») // Скульптура: город и музей. Дом Бурганова. М., 2006. С. 71-80.
- Рыков А. В. Консервативная революция. Теория современного искусства последней четверти XX века и идеология неоконсерватизма // Вестник Санкт-Петербургского государственного университета. Сер. 2. Вып. 1. 2007. С. 289—297.
- Рыков А. В. Клемент Гринберг и американская теория современного искусства 1960-х годов // Искусствознание 1-2/07. М., 2007. С. 538—563.
- Рыков А. В. Теодор Адорно как теоретик искусства // Вестник Санкт-Петербургского государственного университета. Сер. 2. Вып. 4. 2007. C. 287—294.
- Рыков А. В. Дональд Каспит как теоретик современного искусства: Проблемы психоанализа искусства // Университетский историк: Альманах. Вып. 5. СПб., 2008. С. 145—161.
- Рыков А. В. Две концепции современного искусства: от Возрождения к XX веку // Второй Российский культурологический конгресс с международным участием «Культурное многообразие: от прошлого к будущему»: Программа. Тезисы докладов и сообщений. СПб., 2008. С. 355—356.
- Рыков А. В. Происхождение и философские основы современного искусства. Ч. 1 // Вестник Санкт-Петербургского государственного университета. Сер. 2. Вып. 2. 2009. С. 182—189.
- Рыков А. В. Происхождение и философские основы современного искусства. Ч. 2 // Вестник Санкт-Петербургского государственного университета. Сер. 2. Вып. 3. 2009.
- Рыков А. В. К вопросу о происхождении и сущности «современного искусства» // Искусствознание 1-2/09. С. 110—132.
- Рыков А. В. Искусство и кризис современной культуры // Обсерватория культуры. 2009. № 3.
- Рыков А. В. Художественно-теоретический консерватизм: введение в проблему // Мавродинские чтения-2008. СПб., 2009.
- Рыков А. В. Проблемы скульптуры в теории искусства Розалинд Краусс // Искусство скульптуры в XX веке: проблемы, тенденции, мастера. Очерки. М.: Галарт, 2010. С. 430—439.
- Рыков А. В. К вопросу об историческом значении искусства кватроченто (Боттичелли и Мантенья) // Искусствознание 2010. № 3-4. С. 219—243.
- Рыков А. В. Об историческом значении творчества Боттичелли: понятие эстетической формы // Вестник Санкт-Петербургского университета. Сер. 2. Вып. 2. 2010. С. 115—122]
- Рыков А. В. Искусство модернизма: основные принципы // Вестник Санкт-Петербургского университета. Сер. 2. 2011. Вып. 4. С. 51-57.
- Рыков А. В. Проблемы формы и материала в современном искусстве // Вестник Санкт-Петербургского университета. Сер. 2. 2012. Вып. 3. С. 115—122.
- Рыков А. В. К вопросу о становлении модернистской парадигмы в искусстве XIX в. // Вестник Санкт-Петербургского университета. Сер. 2. 2013. Вып. 3. С. 123—132.
- Рыков А. В. Искусство авангарда перед публикой и критикой (О книге Дэвида Коттингтона «Кубизм в тени войны») // Искусство и зритель (Труды исторического факультета СПбГУ. Том 16). СПб., 2013. С. 270—284.
- Рыков А. В. Искусство авангарда перед публикой и критикой (О книге Дэвида Коттингтона «Кубизм в тени войны») // Искусство и зритель (Труды исторического факультета СПбГУ. Том 16). СПб., 2013. С. 270—284
- Рыков А. В. Марксизм и одиночество (К вопросу о «политическом бессознательном» современной гуманитарной науки на Западе) // Феномен одиночества. Актуальные вопросы гигиены культуры: Коллективная монография / Отв. редакторы М. В. Бирюкова, А. В. Ляшко, А. А. Никонова. СПб.: РХГА, 2014. 368 с.
- Рыков А. В. Искусство Модернизма и идея прогресса // Вестник Санкт-Петербургского университета. Сер. 2. 2014. Выпуск 3. С. 73-82
- Рыков А. В. Дискурс тоталитаризма (К социополитической теории авангарда) // Актуальные проблемы теории и истории искусства: сб. науч. статей. Вып. 4. / Под ред. А. В. Захаровой, С. В. Мальцевой. СПб.: НП-Принт, 2014. C. 381—391. ISSN Bib-ID: 2312—2129.
- Рыков А. В. От доброго дикаря — к злому авангардисту. Смена парадигм и мифологемы модернизма в западноевропейском искусстве XVIII века // «Мощно, велико ты было, столетье!»: сборник научных статей, посвященный юбилею Т. В. Ильиной / Под ред. Е. Ю. Станюкович-Денисовой, С. В. Мальцевой (Труды исторического факультета С.-Петерб. гос. ун-та. Т.20). СПб.: СПбГУ, 2014. С. 336—346.
- Рыков А. В. О прогрессивном и консервативном в искусстве // Произведение искусства как документ эпохи. Сборник статей. В 2 т. Т.1. По материалам международной научно-практической конференции (НИИ теории и истории изобразительных искусств РАХ, 2014). М., 2014. С. 131—136.
- Рыков А. В. Пикассо и политика. Проблемы философской интерпретации кубизма // Studia Culturae. Вып. 1 (23). 2015. С. 74-84.
- Рыков А. В. Формализм, авангард, классика. Генрих Вельфлин как теоретик искусства // «Классика в искусстве сквозь века»: сборник научных статей / Под ред. С. В. Мальцевой, Е. Ю. Станюкович-Денисовой, Е. А. Скворцовой (Труды исторического факультета С.-Петерб. гос. ун-та. Т. 22). СПб., 2015. С. 155—160
- Рыков А. В. Вокруг Леонардо да Винчи: модернизм, террор, грезы и метаистория // Вестник Санкт-Петербургского университета. Сер. 15. 2015. Выпуск 4. С. 98-108
- Рыков А. В. Античность, авангард, тоталитаризм: к метаморфологии современного искусства // Актуальные проблемы теории и истории искусства: сб. науч. статей. Вып. 5. / Под ред. С. В. Мальцевой, Е. Ю. Станюкович-Денисовой, А. В. Захаровой. СПб.: НП-Принт, 2015. C. 745—752
- Рыков А. В. Между авангардом и китчем. Новая археология классики и тоталитаризма (Рец.: В. Г. Аpсланов. Сущее и ничто. Постмодернизм и «Tertium datur» русской культуры XX века. — М.: Наука, 2015. — 649 с.) // Философские науки. 2016. № 6. С. 149—157.
- Рыков А. В. Политика модернизма. Николай Пунин и Александр Блок // Перекресток искусств Россия-Запад (Труды исторического факультета Санкт-Петербургского государственного университета № 25). СПб., 2016. С. 177—184.
- Рыков А. В. Москва слезам не верит. Русский авангард как эстетика войны // Временник Зубовского института. 2015. Вып.1 (14)
- Рыков А. В. Сумерки Серебряного века. Политика и русский религиозный модернизм в романе Д. С. Мережковского «Наполеон» // Studia Culturae. 2016. Вып. 1 (27). C. 9-17
- Рыков А. В. Скифы, кельты и арийцы. Расовые/националистические мифологемы в теориях искусства авангарда/ Scythians, Celts, and Aryans. Racist/nationalist mythologies in the avant-garde theories of art // Актуальные проблемы теории и истории искусства. СПб., 2016.
- Рыков А. В. Между консервативной революцией и большевизмом: Тотальная эстетическая мобилизация Николая Пунина // Новое литературное обозрение № 140 (4/2016)
- Рыков А. В. Политика и биологический дискурс (Об одном из источников «Крушения гуманизма» Блока) Архивная копия от 26 марта 2017 на Wayback Machine // Исторические, философские, политические и юридические науки, культурология и искусствоведение. Вопросы теории и практики, 2017. № 3. Ч. 2. С. 139—143.
- Рыков А. В. Бодлер, Блок и дискурс насилия в теории авангарда // Studia Culturae. Вып.1(31). 2017. С. 33-41.
- Рыков А. В. Иеремия Иоффе как теоретик искусства // Исторические, философские, политические и юридические науки, культурология и искусствоведение. Вопросы теории и практики, 2017.№ 12(86)-1. С. 164—169
- Рыков А. В. Михаил Алпатов, или Что такое советское искусствознание? // Исторические, философские, политические и юридические науки, культурология и искусствоведение. Вопросы теории и практики, 2017. № 12(86)-2. С. 169—174.
- Рыков А. В. Кубизм. Нина Яворская, Михаил Лифшиц, Лидия Рейнгардт (Из истории советского искусствознания) // Исторические, философские, политические и юридические науки, культурология и искусствоведение. Вопросы теории и практики, 2017. № 12(86)-3
- Рыков А. В. Проблема поп-арта в англо-американской теории искусства // Рыков А. В. Постмодернизм как "радикальный консерватизм": Проблема художественно-теоретического консерватизма и американская теория современного искусства 1960-1990-х годов. СПб.: Алетейя, 2007, с. 196-220
- Рыков А. В. Этюды о картинах. «Пьющий» Умберто Боччони // Журнал «Собрание. Искусство и культура» № 4 (49), сентябрь 2018. С. 82-91
- Рыков А. В. Общество спектакля. «Драма» Оноре Домье // Studia Culturae. 2018. Вып. 4 (38). С. 62-69
- Рыков А. В. Советское «введение в постструктурализм»: теория искусства Иеремии Иоффе // Манускрипт. 2018. № 10(96). С. 126—130.
- Рыков А. В. СТРУКТУРЫ И ДЕМОНЫ. «ВОЛГА-ВОЛГА» 2006 ГОДА // Новое искусствознание. 2019. № 1.
- Рыков А. В. Алессандро Маньяско и теория модернизма Теодора Адорно // Манускрипт, 2020. Том 13. Выпуск 2. C. 208—212.
- Рыков А. В. К философии кураторства. «Колдовство медузы» Венера Хофмана // Кураторские практики и стратегии профессиональной подготовки в современном искусствоведении. СПб., 2019.
- Рыков А. В. «Земной рай» Вернера Хофмана // Искусство постигать искусство. Сборник статей к 100-летию Н. А. Дмитриевой / Ред. М. А. Бусев. М., 2020.
- Рыков А. В. Буря, натиск и легкое доминирование. Генри Фюзели // Studia Culturae: Вып. 1 (43). С. 68-77
- Рыков А. В. Уильям Хогарт, Фредерик Анталь и деконструкция // Актуальные проблемы теории и истории искусства: сб. науч. статей. Вып. 10 / Под ред. А. В. Захаровой, С. В. Мальцевой, Е. Ю. Станюкович-Денисовой. – МГУ имени М. В. Ломоносова / СПб.: НП-Принт, 2020. С. 169–175.
- Рыков А. В. Виктор Лазарев и канон советского искусствознания
- Рыков А. В. Классическое искусство как трансгуманизм. «Кремастер» Мэтью Барни //  Границы нормы: трансформация гуманизма в русской и европейской культуре Нового и Новейшего времени.
- Рыков, А.В. Дэвид Хокни и британская арт-сцена 1960-х годов // Западное искусство. XX век. Шестидесятые годы. 2021.

на других языках
- Рыков А. В./Rykov A. V. Скромное обаяние предательства. Вопросы политико-философской интерпретации искусства Пикассо/ The Discreet Charm of Betrayal. Issues of Politico-Philosophical Interpretation of Picasso’s Art // Испанские темы и формы: искусство, культура и общество / Temas y formas hispanicas: arte, cultura y sociedad: Сборник тезисов научной конференции, 26-28 ноября 2013 года / Las Tesis. СПб., 2013. C. 45-47.
- Rykov A. V. Marxism and Loneliness (On the «Political Unconscious» of the Contemporary Social Sciences in the West) // The Phenomenon of Loneliness. Actual Questions of Hygiene of Culture: Collective monograph / Resp. editors M.V.Biryukova, A.V.Lyashko, A.A.Nikonova. St. Petersburg: Russian Christian Academy for the Humanities press, 2014.
- Рыков А. В./Rykov A. V. Машины времени, машины желания. Теории регенерации в современном искусстве и политике/ Time Machines, Desiring Machines. Theories of Regeneration in Modern Art and Politics // Актуальные проблемы теории и истории искусства — 2014: тезисы докладов 5-й международной конференции. СПб., 2014. C. 220—221.
- Рыков А. В./Rykov A. V. Античность, авангард, тоталитаризм. К метаморфологии современного искусства/ Antiquity, Avant-garde, Totalitarianism. On the Metamorphology of Modern art // Актуальные проблемы теории и истории искусства — 2014: тезисы докладов 5-й международной конференции. СПб., 2014. C. 292—293.
- Rykov A. V. Avant-garde in the service of Stalinism: Nikolay Punin as art historian // Politica, poder estatal y la construccion de la Historia del Arte en Europa despues de 1945/ Politics, State Power and the Making of Art History in Europe after 1945/ Las Tesis. Madrid, 2015.
- Rykov A. V. El discreto encanto de la traicion. Cuestiones en torno a la interpretacion filosofica-politica de la obra de Picasso // Carlos Mata Indurain y Anna Morozova (eds.). Temas y formas hispanicas: arte, cultura y sociedad. Pamplona, Servicio de Publicaciones de la Universidad de Navarra, 2015. ISBN 978-84-8081-450-8. [Biblioteca Aurea Digital, BIADIG, 28]
- Рыков А. В./Rykov A. V. Фантомные боли. К вопросу о рецепции искусства Возрождения в эпоху модернизма/ The Phantom Pain. On the Reception of Renaissance Art in the Modernist Epoch // Актуальные проблемы теории и истории искусства — 2015: тезисы докладов VI международной конференции. СПб., 2015.
- Рыков А. В./ Rykov A. V. Тёмная сторона музея. К вопросу о восприятии культурной институции в современной западной теории/ Dark Side of the Museum. Revisiting the Perception of the Cultural Institution in Contemporary Western Theory // Музей и музейщики. Проблемы профессионального образования. Сборник статей. СПб.: Изд-во Гос. Эрмитажа, 2015. C. 94-100
- Rykov A. V. Russian Modernism as Fascism. The Case of Nikolay Punin // Art and Politics in Europe in the Modern Period. Zagreb, 2016. pp. 81–82.
- Rykov A. V. Between fascism and communism: Nikolay Punin’s theory of the Russian avant-garde // 3rd International Multidisciplinary Scientific Conferences SOCIAL SCIENCES & ARTS SGEM2016. Conference proceedings. Book 4, Volume 3- Arts, Performing Arts, Architecture and Design. pp. 11–17.
- Rykov A. V. Nikolay Punin’s Views on Art and Politics in the Early Soviet Period // The Social Sciences 2016 Vol.11 № 19 pp. 4745–4750. DOI: 10.3923/sscience.2016.4745.4750
- Rykov A. Between a Conservative Revolution and Bolshevism: Nikolai Punin’s Total Aesthetic Mobilization // Russian Studies in Literature, vol. 53, no. 2, 2017, pp. 147–171, DOI: 10.1080/10611975.2017.1400270
- Rykov A. V. Absent Look. Edouard Manet and Timothy Clark’s Theory of Modernism. Вестник Санкт-Петербургского университета. Искусствоведение, 10(2), 266—273.